# Steenwijk
Steenwijk (330 km²; 18 655 abitanti ca.) è il centro principale (sede del comune) della municipalità olandese di Steenwijkerland, situato nella provincia dell'Overijssel, nell'est del Paese.
Fu comune a sé stante fino al 1º gennaio 2001, quando vennero accorpate le altre due ex-municipalità di IJsselham e Brederwiede, la nuova municipalità di Steenwijkerland (chiamata fino al 2003 Steenwijk), di cui ora costituisce il "capoluogo".

## Geografia fisica

### Collocazione
Steenwijk si trova nella parte settentrionale della Provincia dell'Overijssel, al confine con la Provincia della Drenthe, a pochi chilometri a nord-ovest di Meppel (Drenthe) e a nord-est di Blokzijl e Giethoorn.